# Ira Gershwin

Ira Gershwin (n. 6 decembrie 1896 – d. 17 august 1983) a fost un renumit textier american care a colaborat alături de fratele său - marele compozitor George Gershwin - și scriitorul DuBose Heyward la crearea a unor cântece de mare succes, printre care opera Porgy and Bess.
Frații Gershwin au făcut multe spectacole pentru Broadway, compunând cântece ca "I Got Rhythm", "Embraceable You", "The Man I Love" și "Someone to Watch Over Me".
După moartea fratelui său (1937), Ira Gershwin și-a continuat activitatea de textier. Cel mai veritabil cântec al său a fost "Long Ago (and Far Away)".

## Biografie
Ira Gershwin s-a născut în New-York sub numele de Israel Gershowitz, ca fiu al lui Morris și Rose Gershovitz care vor schimba numele în Gershvin.
În anul 1914 a absolvit Townsend Harris High School și mai apoi a fost admis la City College of New York, dar a renunțat. Până în 1921 Ira nu a fost implicat în muzică, ocupându-se de afacerile tatălui său. Alex Aarons îi propune lui Ira semnarea unui contract pentru a face un spectacol la Broadway. Muzicalul se va numi Two Little Girls in Blue. De compoziția muzicii s-au ocupat Vincent Youmans (pe care l-a întâlnit în Townsend Harris High School) și Paul Lannin.
În 1924, împreună cu fratele său, George Gershwin vor scrie primul lor hit pe Broadway, "Lady, Be Good!". Având succes, Frații Gershwin au continuat munca și au venit cu noi compoziții pe Broadway: "The Man I Love", "Fascinating Rhythm", "Someone to Watch Over Me", "I Got Rhythm", și "They Can't Take That Away from Me".
După moartea lui George (1 iulie 1937), Ira va colabora cu alți compozitori: Jerome Kern (pentru "Cover Girl"); Kurt Weill (pentru "Where Do We Go from Here?" și "Lady in the Dark"); și Harold Arlen (pentru "Life Begins at 8:40" și "A Star Is Born").

## Premii
Deși cântecele fraților Gershwin au fost nominalizate de trei ori la Premiul Oscar pentru cea mai bună melodie originală cu piesele "They Can't Take That Away From Me" 1937, "Long Ago and Far Away" 1944 și "The Man That Got Away" 1954,  nu au câștigat niciodată premiul.

## Cele mai cunoscute cântece
- "The Man I Love"
- "They Can't Take That Away From Me"
- "Someone to Watch Over Me"
- "'S Wonderful"
- "The Man That Got Away"
- "Strike Up the Band"
- "But Not For Me"
- "Embraceable You"
- "I Can't Get Started"
- "I Got Rhythm"
- "Nice Work if You Can Get It"